# マクスィム・クルィヴォニース
マクスィム・クルィヴォニース（ウクライナ語：Максим Кривоніс, ? - 1648年11月中旬）は、ウクライナ・コサックの幹部でフメリニツキーの乱の指揮者の1人、庶民の志願兵の司令官である。ルィーシャンカ連隊の連隊長（1648年）。武断派と過激派コサックの親分で「黎民の大将」と呼ばれた。実姓は不明。クルィヴォニース（ペレブィイニース）は「折れ鼻」を意味するコサック風の渾名で、「鷲鼻のマクスィム」という通り名になる。

## 生涯
1648年以前のクルィヴォニースについての史料は乏しい。1648年に出版されたポーランドのパンフレットにおいてクルィヴォニースはポーランド貴族のネムィールィチ家の農奴であると書かれているが、1649年のドイツ側の史料において彼は「スコットランド生まれ」で「幼いころより海軍の兵役になれている」人物であると主張されている。1648年にポーランド・リトアニア共和国内でフメリニツキーの乱が勃発すると、クルィヴォニースの活躍について具体的な記述が登場する。
1648年5月25日から26日までの間、クルィヴォニースはコールスニの戦いにおいてコサック軍の先陣を務め、ポーランド・リトアニア共和国の官軍の背後に罠を仕掛け、そこから敵勢に奇襲をかけてコサック軍の勝利に大きく貢献した。その手柄によって、反乱の指導者ボフダン・フメリニツキーはクルィヴォニースをルィーシャンカ連隊長に任命し、ポジーリャ地方での志願兵の編成を任せた。
6月にクルィヴォニースはウクライナの都市民・農民を中心とした志願兵を集めて、支配階級であった貴族・聖職者・ユダヤ人などを殺害しながら、当地方でラディージン、ベルシャーダ、トゥリチーン、ヴィーンヌィツャの町々を奪略して占領した。7月12日にクルィヴォニースの反乱軍は、当時のウクライナで難攻不落といわれたポロンネ城を攻め立てて陥落させ、80門の大砲を手に入れた。
クルィヴォニース勢が次第に西ウクライナ、ヴォルィーニ地方へ進攻していくと、当地方に知行を持っていたウクライナ系貴族ヤレーマ・ヴィシュネヴェーツィクィイ大公が反乱者を止めるために出陣した。16日から18日にかけてにヴィシュネヴェーツィクィイの貴族部隊はコンスチャンティーニウの戦いでクルィヴォニースの志願兵部隊に大きな損害を与えたが、反乱の拡大を防止することが出来ず、本国の防備のために撤退した。その隙を見て25日にクルィヴォニースの軍勢はもう1つの大きな要塞であったバールを占領した。これによってポジーリャ地方全体とヴォルィーニ地方の東部は反乱軍の支配下に置かれた。
軍事的成功によって、一般コサックや庶民の間におけるクルィヴォニースの人気は弥増しに高まった。これによってクルィヴォニースは勢力を伸ばしたが、反乱の展開については指導者フメリニツキーと対立し始めた。

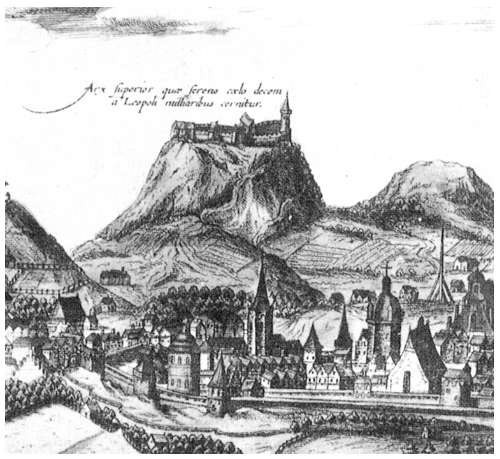
リヴィウ町とリヴィウの高城

9月21日から23日までの間、クルィヴォニースはプィリャーウツィの戦いでコサック軍の左翼を担当し、コサック軽騎兵隊を率いた。戦いはコサックの勝利で終わったため、クルィヴォニース勢は先陣としてガリツィア地方へ進攻した。10月上旬、フメリニツキーのコサック軍はポーランド･リトアニア連合の最大の都市の1つ、リヴィウを包囲したが、クルィヴォニースの部隊は都市を見下ろす近くの山にあった「高城」の要塞を陥落させたことで、リヴィウの市民がコサックに代償金を支払うことを促した。
クルィヴォニースは1648年の秋に死去したと伝えられている。その死について当時は、リヴィウ包囲中に射殺された、イエズス会士によって毒殺された、あるいはフメリニツキーの命令によって暗殺されたなどといった風説が流れた。現在の研究史では、クルィヴォニースは1648年11月のザモシチ包囲中にペストで病死したと確定している。また、大人の息子ドムィトロ・クルィヴォノーセンコを残していることから、高齢でなくなったとも推測されている。
クルィヴォニースは有能な軍人であったため、従来のウクライナとロシアの研究史では英雄視されているが、敵側との和平交渉を一切認めず、貴族とユダヤ人の虐殺を許可していたことによってポーランド人やユダヤ人の研究では大悪人として捉えられている。